# Gijsbert Jan van Hardenbroek
Gijsbert Jan van Hardenbroek, heer van Bergestein, Lockhorst, slot 's Heeraartsberg bij Bergambacht, en Ammerstol (Langbroek, 1719 - Bergambacht, 20 januari 1788) was Raad en rentmeester-generaal van de Stichtse domeinen. De baron zou totaal vergeten zijn gebleven als hij niet de moeite genomen had de Utrechtse en Haagse kletspraatjes en roddels op te schrijven. In 1747 begon hij te schrijven en hij heeft dit veertig jaar lang volgehouden. In zijn Gedenkschriften behandelt hij o.a. de verhouding tussen de hertog van Brunswijk en stadhouder Willem V en diens vrouw prinses Willemina. Zijn gedenkschriften zijn eigenlijk alleen ter eigen herinnering opgesteld, en zijn geschreven zonder de bedoeling personen of meningen te verdedigen of te bestrijden en te bekladden.

## Biografie
Op zijn tweede en negende kwam hij voor op de monsterrol van het schip van zijn vader, een kapitein-ter-zee. Mogelijk studeerde hij aan de Hogeschool van Franeker. Hij correspondeerde in het Latijn van 1738-1768 met Christiaan Hendrik Trotz, die hoogleraar Rechtsgeleerdheid was in Franeker van 1741 tot en met 1753 en in Utrecht van 1754 tot en met 1773.
In 1742 begon zijn ambtelijke carrière bij de Rekenkamer van de Staten van Utrecht, een baantje dat hij van zijn vader had overgenomen. In 1749 werd hij administrateur van de Admiraliteit van het Noorderkwartier. In 1758 begon zijn staatkundige loopbaan. Het jaar daarop werd hij benoemd bij de VOC-kamer te Amsterdam. In 1764 kreeg hij een aanstelling bij de Admiraliteit van Amsterdam. In 1768 nam hij zitting in een geheim besogne aangaande buitenlandse aangelegenheden. Daar kwam hij in aanraking met de stadhouder, Lodewijk Ernst, de hertog van Brunswijk, Hendrik Fagel en Thomas Isaac de Larrey. In deze tijd deed hij Belle van Zuylen een aanzoek.
Hardenbroek bleek goed geïnformeerd over de relatie tussen de stadhouder en freule Constantia van Lynden. In 1785 trok hij zich terug als gedeputeerde ter Staten Generaal.
Hij kocht in 1774 het huis op het Janskerkhof 2 in Utrecht van Gedeputeerde Staten van Utrecht.
In 1781 werd hij voorzitter van de Utrechtse Ridderschap en  vergaderde met hen in zijn huis aan het Janskerkhof. Bij zijn dood in 1788 op 69-jarige leeftijd liet hij het huis met zijn bibliotheek na aan Gedeputeerde Staten.